# Mifune (Kumamoto)
Mifune (jap. 御船町 Mifune-machi) – miasto w Japonii, na wyspie Kiusiu, w prefekturze Kumamoto. Według danych na rok 2020 miejscowość zamieszkiwało 16 303 mieszkańców , a gęstość zaludnienia wyniosła 164,6 os./km².